# Buellia navajoensis
Buellia navajoensis är en lavart som beskrevs av Bungartz. Buellia navajoensis ingår i släktet Buellia och familjen Physciaceae.   Inga underarter finns listade i Catalogue of Life.